# Jakub Lewicki
Jakub Lewicki (* 17. September 2005 in Białystok) ist ein polnischer Fußballspieler, der als linker Verteidiger für Piast Gliwice spielt.

## Karriere

### Verein
Jakub Lewicki begann seine Karriere bei MOSP Białystok im Jugendbereich und durchlief verschiedene Altersklassen. Er wechselte 2019 in die Jugendabteilung von Jagiellonia Białystok. Im Jahr 2022 debütierte er für Jagiellonia Białystok in der zweiten Männermannschaft. Das Heimspiel fand am 20. August 2022 in der vierthöchsten Spielklasse Polens gegen Concordia Elbląg statt und endete mit einem 5:2-Sieg für Jagiellonia II.
Sein erstes Pflichtspiel für die erste Mannschaft von Jagiellonia Białystok machte er nur 15 Tage nach seinem Debüt für die 2. Mannschaft. Beim Auswärtsspiel in Lubin gegen Zagłębie Lubin kam er am 4. September 2022 zum ersten Mal in der Ekstraklasa zum Einsatz. Das Spiel endete 1:1. Jakub war zu diesem Zeitpunkt 16 Jahre, 11 Monate, 18 Tage alt.
Im September 2024 wechselte Lewicki zu Piast Gliwice.

### Nationalmannschaft
Lewicki spielte für die polnische U17-Nationalmannschaft zwischen 2021 und 2022. Sein Debüt machte er im Freundschaftsspiel am 11. November 2021 gegen Mexiko U17. Seine Bilanz für die U17 Polens, neun Spiele und ein Tor. Er kam ebenfalls 2022 zu drei Einsätzen für Polen U18, wobei die polnische U18-Auswahl alle drei Partien gewinnen konnte.
Seit 2022 war Lewicki für die U19-Nationalmannschaft von Polen im Einsatz. Am 23. November 2022 debütierte er gegen die U19-Auswahl von Deutschland. Dieses Spiel endete mit einer 3:0-Niederlage für Polen. Im Jahr 2024 absolvierte er zunächst zwei Spiele für die U20, bevor er am 1. Juni sein Debüt für die U21 feierte.